# Quart Govern d'Espanya durant la dictadura franquista

Escut de l'estat espanyol

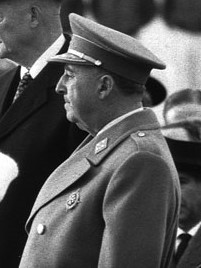
Francisco Franco, cap de l'Estat

El Quart Govern d'Espanya durant la dictadura franquista va durar del 3 de setembre de 1942 al 18 de juliol de 1945.

## Fets destacats
Es tracta del nou govern sorgit després de la crisi de 1942 provocada per l'atemptat de Begoña i l'enfrontament, per una banda, entre falangistes i carlins, i l'altre, entre aliadòfils i germanòfils. Es traduí en la caiguda del cunyat de Franco, Ramón Serrano Suñer i la formació del govern de la neutralitat y la No Bel·ligerància. Els canvis significarien que la Falange esdevindria la «Falange de Franco» i que el govern s'allunyaria a poc a poc de l'òrbita del Tercer Reich i s'aproximaria als aliats, almenys en política exterior. A l'interior es va mantenir una dura política repressiva contra l'oposició armada guerrillera, força activa a Catalunya, Galícia, Lleó, Astúries i Madrid.

## Composició
- Cap d'Estat

Francisco Franco Bahamonde
- Ministre de la Governació

Blas Pérez González
- Ministre d'Hisenda

Joaquín Benjumea Burín
- Ministre de Treball

José Antonio Girón de Velasco
- Ministre d'Afers exteriors

Francisco Gómez-Jordana Sousa
José Félix de Lequerica Erquiza
- Ministre de Justícia

Esteban de Bilbao Eguía
Eduard Aunós Pérez
- Ministre de l'Exèrcit

Carlos Asensio Cabanillas (militar)
- Ministre de l'Aire

Juan Vigón Suero-Díaz
- Ministre de Marina

Almirall Salvador Moreno Fernández
- Ministre d'Industria i Comerç

Demetrio Carceller Segura
- Ministre d'Obres Públiques.

Alfonso Peña Boeuf
- Ministre d'Agricultura

Miguel Primo de Rivera y Sáenz de Heredia
- Ministre d'Educació

José Ibáñez Martín
- Ministre Secretari General del Moviment

José Luis Arrese Magra

## Canvis
El 16 de març de 1943 el ministre de Justícia, Esteban de Bilbao Eguía, nomenat president de les Corts Espanyoles és substituït per Eduard Aunós Pérez.
El 3 d'agost de 1944 mor el ministre d'Afers exteriors Francisco Gómez-Jordana Sousa sent substituït l'11 d'agost per José Félix de Lequerica y Erquiza.